# Сен-Люпьен
Сен-Люпье́н (фр. Saint-Lupien) — коммуна во Франции, находится в регионе Шампань — Арденны. Департамент — Об. Входит в состав кантона Марсийи-ле-Эйе. Округ коммуны — Ножан-сюр-Сен.
Код INSEE коммуны — 10348.
Коммуна расположена приблизительно в 115 км к юго-востоку от Парижа, в 85 км юго-западнее Шалон-ан-Шампани, в 29 км к западу от Труа.

## Население
Население коммуны на 2008 год составляло 235 человек.
| 1962 | 1968 | 1975 | 1982 | 1990 | 1999 | 2008 |
| ---- | ---- | ---- | ---- | ---- | ---- | ---- |
| 175  | 188  | 181  | 180  | 218  | 222  | 235  |

## Экономика
В 2007 году среди 138 человек в трудоспособном возрасте (15—64 лет) 99 были экономически активными, 39 — неактивными (показатель активности — 71,7 %, в 1999 году было 72,9 %). Из 99 активных работали 89 человек (46 мужчин и 43 женщины), безработных было 10 (4 мужчины и 6 женщин). Среди 39 неактивных 12 человек были учениками или студентами, 14 — пенсионерами, 13 были неактивными по другим причинам.

## Достопримечательности
- Церковь Сен-Люпьен[фр.] (XIII век). Памятник истории с 1926 года[3]

## Фотогалерея

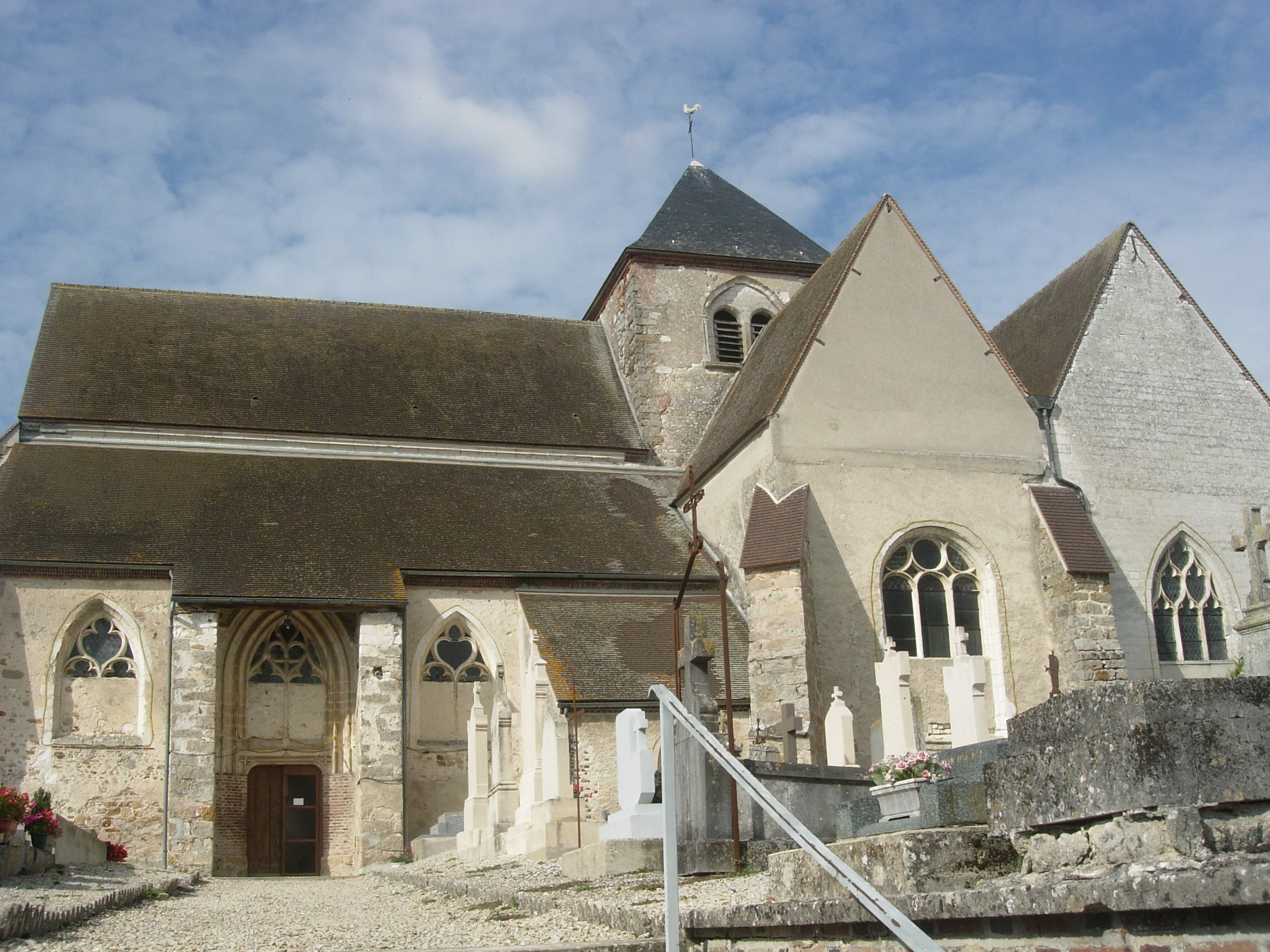
Церковь Сен-Люпьен
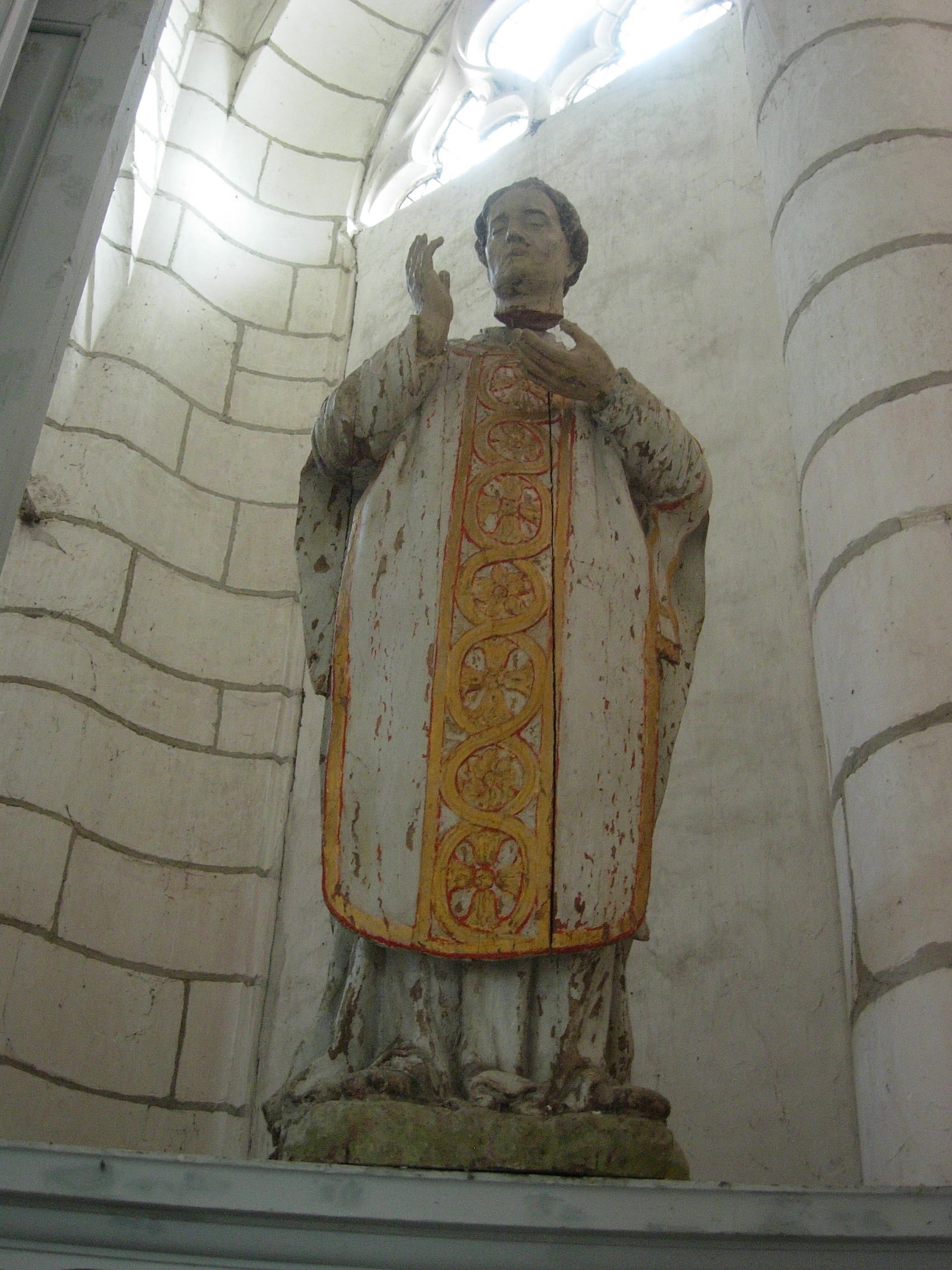
Скульптура св. Люпьена (XVI век)
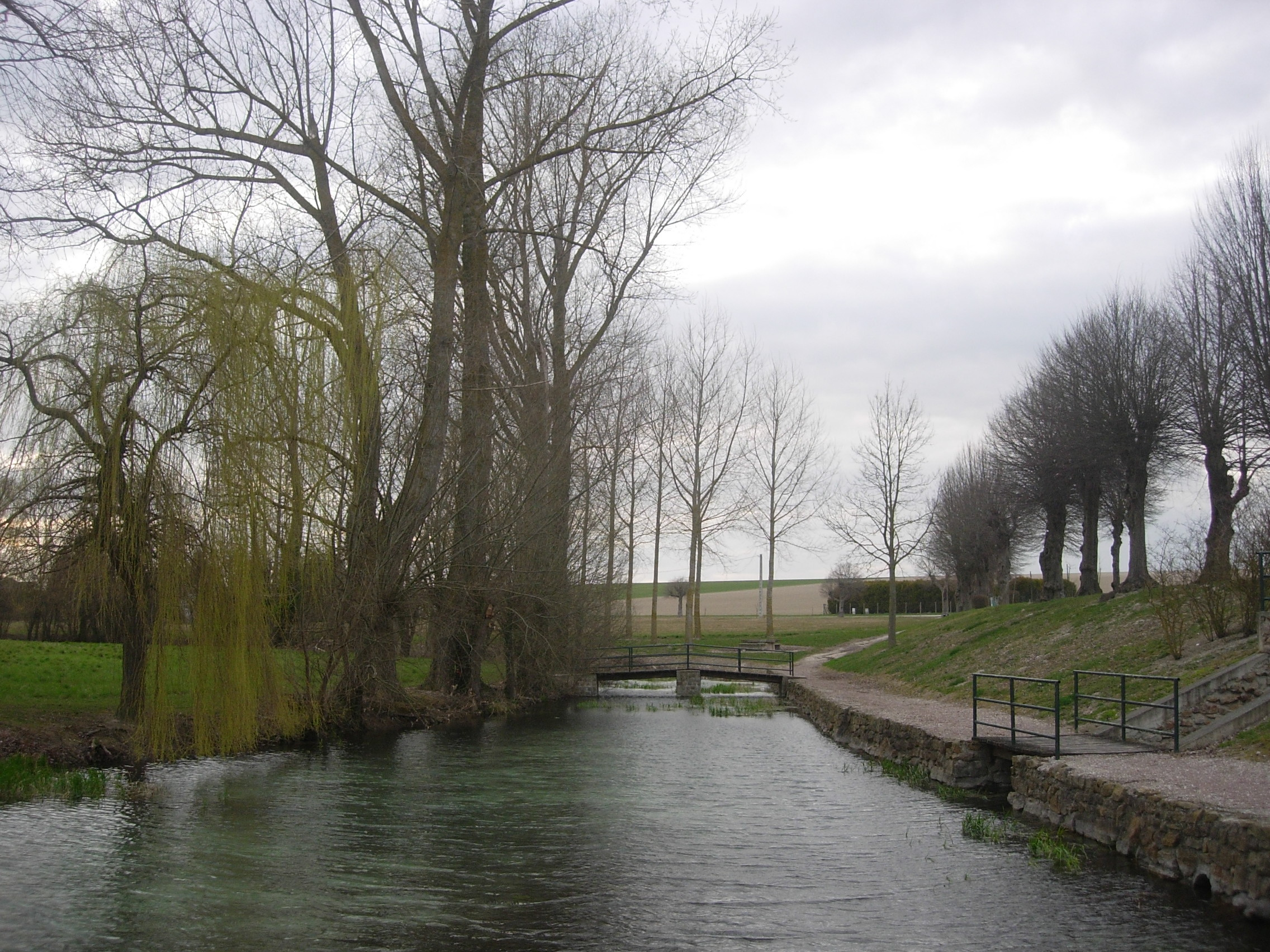
Река Орвен[фр.]
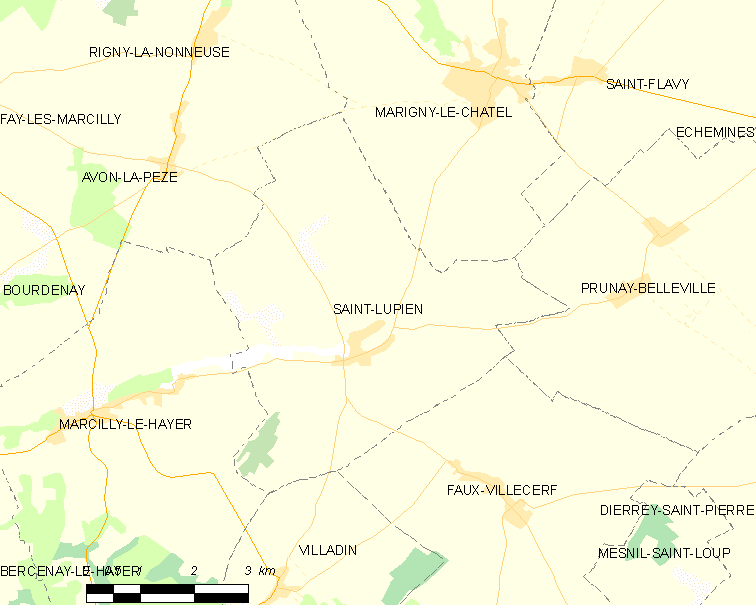
Карта коммуны